# Dímena
Dímena (grec moderne : Δήμαινα) est une localité semi-montagneuse de la préfecture d'Argolide. Administrativement, avec la localité de Néa Dímena, elle appartient au village de Dímena et fait partie du dème d’Épidaure et de la périphérie du Péloponnèse. Elle est située à une altitude de 192 mètres et comptait 368 résidents permanents en 2021.

## Population
Dímena a connu d'importantes fluctuations de population par le passé, avec une baisse lors des deux derniers recensements. Elle a enregistré un repeuplement très significatif entre 1940 et 1971.